# Campionati canadesi di ski cross
I Campionati canadesi di ski cross sono una competizione sciistica che si svolge ogni anno, generalmente nel mese di marzo o aprile. Sono organizzati dalla Federazione canadese di sci e decretano il campione e la campionessa canadesi di ski cross. 
La competizione era stata interrotta nel 2018 ed è stata nuovamente ripristinata nel 2025.

## Albo d'oro
| Edizione | Uomini                    | Donne                 |
| -------- | ------------------------- | --------------------- |
| 2009     | David Duncan              | Kelsey Serwa          |
| 2010     | Stanislas Rey             | Aleisha Cline         |
| 2011     | Christopher Del Bosco     | Marielle Thompson     |
| 2012     | Tristan Tafel             | Marielle Thompson (2) |
| 2013     | Mathieu Leduc             | Marielle Thompson (3) |
| 2014     | Tristan Tafel (2)         | Marielle Thompson (4) |
| 2015     | Christopher Del Bosco (2) | India Sherret         |
| 2016     | Christopher Del Bosco (3) | Marielle Thompson (5) |
| 2017     | Gara annullata            | Gara annullata        |
| 2018     | Non disputati             | Non disputati         |
| 2019     | Non disputati             | Non disputati         |
| 2020     | Non disputati             | Non disputati         |
| 2021     | Non disputati             | Non disputati         |
| 2022     | Non disputati             | Non disputati         |
| 2023     | Non disputati             | Non disputati         |
| 2024     | Non disputati             | Non disputati         |
| 2025     | Reece Howden              | Courtney Hoffos       |